# 8132 Вітгінзбург
8132 Вітгінзбург (8132 Vitginzburg) — астероїд головного поясу, відкритий 18 грудня 1976 року.
Тіссеранів параметр щодо Юпітера — 3,351.